# Aleksander Jasiński (rolnik)
Aleksander Bolesław Jasiński, ps. „Aleksy” (ur. 16 stycznia 1897 w Stróżach, zm. 3 sierpnia 1971 w Krakowie) – polski rolnik, działacz społeczny, poseł na Sejm IV kadencji (1935–1938) w II RP.

## Życiorys
Uczył się w gimnazjum w Krakowie-Podgórzu i przez dwa lata (1918–1920) w Gimnazjum im. Jana Sobieskiego w Krakowie.
Od 1910 roku działał w skautingu, od czerwca 1914 roku w Polskich Drużynach Strzeleckich w Krakowie. Organizował oddział strzelecki w dzielnicy Zakrzówek, ukończył kurs podoficerski w Nowym Sączu. Od sierpnia 1914 roku służył w 1. pułku piechoty Legionów Polskich, był ciężko ranny w głowę pod Bereźnicą we wrześniu 1915 roku. Do końca wojny przebywał w szpitalach. Został inwalidą wojennym.
W latach 1920–1932 mieszkał (jako osadnik wojskowy) w Horochowie na Wołyniu. Był członkiem Związku Osadników, jednym z organizatorów i członkiem zarządu Oddziału Związku Legionistów, powiatowego koła Związku Inwalidów Wojennych RP, okręgowej Kasy Stefczyka, spółdzielni handlowej. Od 1932 roku ponownie mieszkał w Krakowie.
W wyborach parlamentarnych w 1935 roku został wybrany posłem na Sejm IV kadencji (1935–1938) 12 627 głosami z listy państwowej z okręgu nr 81, obejmującego obwody IV, V i VI w Krakowie. W kadencji tej należał do Parlamentarnej Grupy Krakowskiej (w której był skarbnikiem). Pracował w komisjach: zdrowia publicznego i opieki społecznej.

## Ordery i odznaczenia
- Krzyż Niepodległości (24 października 1931)[3]
- Srebrny Krzyż Zasługi[1]